# آب‌تاریکان پایین
آب‌تاریکان پایین، روستایی در دهستان رودخانه بخش رودخانه شهرستان رودان در استان هرمزگان ایران است.

## جمعیت
بر پایه سرشماری عمومی نفوس و مسکن در سال ۱۳۹۵، جمعیت این روستا برابر با ۲۵۲ نفر (۶۹ خانوار) بوده‌است.